# Tetsuya Kijima
Tetsuya Kijima (født 20. august 1983) er en japansk fodboldspiller, som spiller for den japanske fodboldklub Kamatamare Sanuki.